# 499 Venusia
499 Venusia è un asteroide della fascia principale del diametro medio di circa 81,38 km. Scoperto nel 1902, presenta un'orbita caratterizzata da un semiasse maggiore pari a 4,0083676 UA e da un'eccentricità di 0,2131822, inclinata di 2,09086° rispetto all'eclittica.
Il suo nome è dedicato all'isola svedese di Ven, dove nel XVI secolo l'astronomo Tycho Brahe fece edificare l'osservatorio astronomico detto Uraniborg.
Fa parte del gruppo dinamico di asteroidi Hilda, che si trova in risonanza 2:3 col pianeta Giove.